# Osedax frankpressi
Osedax frankpressi és una espècie d'anèl·lid que va ser descrita per Rouse, Goffredi i Vrijenhoek el 2004.  Osedax frankpressi  està inclosa dins del gènere  Osedax  i la  família Siboglinidae (abans pogonòfors). Cap element de la seva subespècie apareix al "Catalogue of Life".